# Sudoeste de Queensland
O Sudoeste de Queensland é uma região remota no estado australiano de Queensland que abrange 319.808 quilômetros quadrados.. A região fica ao sul da região Centro-Oeste e a oeste de Darling Downs e inclui o distrito de Maranoa e partes do Channel Country. A área é conhecida por criação de gado, cultivo de algodão, mineração de opala e depósitos de petróleo e gás.
A região tinha uma população de 26.489 habitantes em 2011.